# Falcata angustifolia
Falcata angustifolia là một loài thực vật có hoa trong họ Đậu. Loài này được (Kunth) A. Chev. mô tả khoa học đầu tiên năm 1933.